# Droga wojewódzka 862
Die Droga wojewódzka 862 (DW 862) ist eine zehn Kilometer lange Droga wojewódzka (Woiwodschaftsstraße) in der polnischen Woiwodschaft Masowien, die Tabor mit Osieck verbindet. Die Strecke liegt im Powiat Otwocki.

## Streckenverlauf
Woiwodschaft Masowien, Powiat Otwocki
-  Tabor (DK 50)
- Kominki
- Satany
- Rosłońce
- Podbiel
-  Osieck (DW 739, DW 805, DW 879)